# إليزابيث ألفاريز
إليزابيث ألفاريز (بالإسبانية: Elizabeth Alvarez)‏ رونكيلوElizabeth Álvarez ؛ من مواليد سيوداد خواريز، 30 أغسطس 1977)، والمعروفة باسم إليزابيث ألفاريز، هي ممثلة المكسيكية في اوبرا الصابون.

## السيرة الذاتية
ولدت في سيوداد خواريز (Ciudad Juárez)، تشيهواهوا (Chihuahua). في مدينتها لم تتمكن من دراسة التمثيل، لأنه لم يكن هناك مركز تعليمي لتعليم الثمثيل، درست علوم الاتصالات، الذي كان أقرب شيء للعمل.
ذهبت للعيش في مكسيكو سيتي المكسيك ودرست في مركز التعليم الفني التابع لقناة تليفيساTelevisa.
قدمت أول ظهور لها في السينما مع فيلمSexos prósperos، برفقة ديانا براشو Diana Bracho، كارمن ساليناسCarmen Salinas، كونسويلو دوفال Consuelo Duval وألبرتو استريلا Alberto Estrella، وآخرين، من إخراج مارتا لوناMarta Luna.
شاركت في عام 2002 في إنتاج إميليو لاروسا Emilio Larrosa، و Las vías del amor بدور «سونيا»، وهي شخص غير مسؤول لا يقيس عواقب أفعاله. وبفضل هذا الدور، تلقت الممثلة العديد من الأعمال الأخرى واكتسبت الشهرة من الجمهور.
وفي عام 2006، شاركت في ميزة مشاركة بارزة ومتميزة في نجاح أوبرا الصابون La fea más bella مع انجليكا فالي Angélica Vale، خايمي كاميل Jaime Camil وباتي نيفيداد Paty Navidad، فازت إليزابيث بجائزة تفينوفيلاس لأفضل ممثلة مساعدة في عام 2007.
في بداية عام 2008 أنهت علاقتها والتي دامت مدة 4 سنوات مع الممثل كارلوس دي لا موتا Carlos de la Mota، الذي قدمت معه Las vías del amor، و La fea más bella وبعد سنوات في Corazón indomable..
في عام 2008، قام بأول دور قيادي له في Fuego en la sangre، من إخراج Salvador Mejía، حيث تقاسمت العمل مع الممثلين أديلا نوريغا Adela Noriega، إدواردو يانيز Eduardo Yáñez، نورا ساليناس، بابلو مونتيرو Pablo Montero وخورخي ساليناس Jorge Salinasالذي اقامت معه علاقة.
خلال تصوير Las vías del amor كان يشاع أنها على علاقة مع الممثل خورخي ساليناسJorge Salinas. على الرغم من أنهم نفوا ذلك دائما. بعد سنوات، وبعد تقاسم الأعمال في مختلف المسلسلات، أكدت زوجة ساليناس السابقة العلاقة بين الزوجين اللذين نفاهما. وبعد أشهر،
بعد الانتهاء من Fuego en la sangre وعلى الرغم من أنها رصدو معا في عدة مناسبات أكدت بوجود علاقة بينهم في 14 فبراير 2009. وبعد سنوات تزوجا في 15 أكتوبر 2011.
في 2011 في بطولة Amorcito corazón مع دييغو اوليفيرا Diego Olivera، وافريقيا زافالا África Zavala ودانيال اريناس Daniel Arenas.
في عام 2013 المنتج ناتالي لارتيليوكس Nathalie Lartilleux يعطيها الفرصة لتكون في عمل من تأليف ماريمار Marimar، وفي اوبرا الصابون بعمل Corazón indomable، حيث لعبت دور "Lucía Bravo". هنا تقاسمت العمل مع آنا بريندا Ana Brenda، دانيال أريناس Daniel Arenas، كارلوس كامارا Carlos Cámara ورينيه ستريكلرRené Strickler.
في منتصف عام 2015 تؤكد حملها، معلنه أنها تتوقع توائم.
في 2 ديسمبر 2015، أعلنت ولادة التوائم في الباسو، تكساس. وبعد شهرين، كشفت عن الأسماء والصور الأولى مع زوجها.
في عام 2017، تم عرض فيلم " El vuelo de la victoria"، حيث لعبت دور ماكدالينا la malvada Magdalena.

## اعمالها

### في التليفزيون
| السنة     | العمل                        | الدور                           |
| --------- | ---------------------------- | ------------------------------- |
| 2017      | رحلة النصر                   | Magdalena Sánchez               |
| 2013      | Corazón indomable            | Lucía Bravo de Narváez          |
| 2011      | Amorcito corazón             | Isabel Cordero Valencia de Lobo |
| 2009      | Sortilegio                   | Irene Fernández                 |
| 2008      | Fuego en la sangre           | Jimena Elizondo Acevedo         |
| 2006-2007 | La fea más bella             | Marcia Villaroel Drummond       |
| 2005      | Contra viento y marea        | Minerva Olmos Lizárraga         |
| 2005      | Sueños y caramelos           | Rocío de los Santos             |
| 2003      | من القلب إلى القلب (مسلسل)   | Dulce María Salazar             |
| 2003      | Mujer, casos de la vida real | Patricia                        |
| 2003      | Tu historia de amor          | Raquel                          |
| 2002-2004 | Big Brother                  | Participante                    |
| 2002-2003 | طرق الحب ‏                    | Sonia "Francis" Vázquez Solís   |
| 2001-2002 | Navidad sin fin              | Silvia                          |
| 2001      | Amigas y rivales             | Rocío                           |
| 2000      | Mi destino eres tú           |                                 |

### سينما
| السنة | الفيلم   | الشخصية |
| ----- | -------- | ------- |
| 2007  | Liliana  | Liliana |
| 2004  | La vulka | Lola    |

### في المسرح
| السنة | العمل               | الشخصية  |
| ----- | ------------------- | -------- |
| 2012  | Perfume de Gardenia | Mercedes |

## الجوائز والترشيحات

### جوائز TVyNovelas
| السنة | الفئة                   | العمل            | النتيجة |
| ----- | ----------------------- | ---------------- | ------- |
| 2007  | Mejor actriz de reparto | La fea más bella | فوز     |

### جوائز هيرالدو دي ميكسيكوEl Heraldo de México
| Año  | الفئة                  | العمل             | النتيجة |
| ---- | ---------------------- | ----------------- | ------- |
| 2003 | Mejor actriz debutante | Las vías del amor | فوز     |

## وصلات خارجية
- إليزابيث ألفاريز على موقع IMDb (الإنجليزية)
- إليزابيث ألفاريز على موقع قاعدة بيانات الفيلم (الإنجليزية)